# 観世清長
観世清長（かんぜ きよなが、文化 6年（1809年） - 天保13年（1842年））は、シテ方観世流猿楽師。二十一世観世宗家。観世左近を名乗る。
天保元年（1830年）21歳で宗家を嗣ぎ、翌天保2年（1831年）から3年にかけて幸橋門外で15日の勧進能を催す。好評であったので日延べ、江戸期最長の25日間の興行となった。従弟の四世観世銕之亟清済とともに将軍世子徳川家慶の能指南役に任じられるが、先に指南役に任じられていた宝生大夫の勢威を凌ぐには至らなかった。
早世し、子の二十二世宗家観世清孝が後を継ぐが幼年のため、清済が後見を務めている。